# روبرت جي. غامبل
روبرت جي. غامبل هو محامي وسياسي أمريكي، ولد في 7 فبراير 1851 في مقاطعة جينيسي في الولايات المتحدة، وتوفي في 22 سبتمبر 1924 في سو فولز في الولايات المتحدة. نشط حزبياً في الحزب الجمهوري.

## مناصب
- انتخب عضو مجلس الشيوخ الأمريكي [الإنجليزية]‏ عن دائرة مقعد داكوتا الجنوبية من الدرجة الثانية ‏ وقد انضم خلال فترته النيابية [الإنجليزية]‏ (4 مارس 1911 – 4 مارس 1913) للكتلة البرلمانية الحزب الجمهوري.
- انتخب عضو مجلس الشيوخ الأمريكي [الإنجليزية]‏ عن دائرة مقعد داكوتا الجنوبية من الدرجة الثانية ‏ وقد انضم خلال فترته النيابية [الإنجليزية]‏ (4 مارس 1909 – 4 مارس 1911) للكتلة البرلمانية الحزب الجمهوري.
- انتخب عضو مجلس الشيوخ الأمريكي [الإنجليزية]‏ عن دائرة مقعد داكوتا الجنوبية من الدرجة الثانية ‏ وقد انضم خلال فترته النيابية [الإنجليزية]‏ (4 مارس 1907 – 4 مارس 1909) للكتلة البرلمانية الحزب الجمهوري.
- انتخب عضو مجلس الشيوخ الأمريكي [الإنجليزية]‏ عن دائرة مقعد داكوتا الجنوبية من الدرجة الثانية ‏ وقد انضم خلال فترته النيابية [الإنجليزية]‏ (4 مارس 1905 – 4 مارس 1907) للكتلة البرلمانية الحزب الجمهوري.
- انتخب عضو مجلس الشيوخ الأمريكي [الإنجليزية]‏ عن دائرة مقعد داكوتا الجنوبية من الدرجة الثانية ‏ وقد انضم خلال فترته النيابية [الإنجليزية]‏ (4 مارس 1903 – 4 مارس 1905) للكتلة البرلمانية الحزب الجمهوري.
- انتخب عضو مجلس الشيوخ الأمريكي [الإنجليزية]‏ عن دائرة مقعد داكوتا الجنوبية من الدرجة الثانية ‏ وقد انضم خلال فترته النيابية [الإنجليزية]‏ (4 مارس 1901 – 4 مارس 1903) للكتلة البرلمانية الحزب الجمهوري.
- انتخب عضو مجلس النواب الأمريكي.